# 角膜剥離
角膜剥離（かくまくはくり）は眼の角膜の表面が擦れてできる傷である。 症状は痛み、発赤、光過敏、眼に異物が刺さってるような感覚などである。 ほとんどの人は3日以内に完治する。
多くの場合、コンタクトレンズや爪による軽度の外傷である。 職場での発生率は約25%である。 診断には蛍光色素適用後スリットランプを使う検査が多い。より重傷な場合は角膜潰瘍、 眼球破壊、 再発性角膜上皮びらん、眼中の異物によるものがあり角膜剥離とは異なる。
外傷からの予防は目のプロテクター(保護ゴーグル等)を着用することである。 一般的に治療には抗生物質軟膏が使われる。コンタクトレンズを使用している人はキノロン抗生物質が勧められる。 アセトアミノフィン(アセトアミノフェン)、非ステロイド抗生炎症薬、眼筋麻痺用の目薬のシクロペントラートなどで痛みを和らげることができる。 軽度の傷の場合、眼帯の有効性の根拠はない。
米国では約1000人に3人当たりに診られる。女性よりも男性に診られる率が高い。一般的に20代、30代によく診られる。 合併症には細菌による角膜炎、角膜潰瘍、ぶどう膜炎などである。合併症の発生率は高くて8%である。